# Feldkirchen (München)
Feldkirchen (bei München) este o comună din districtul München, landul Bavaria, Germania.

## Date geografice și demografice

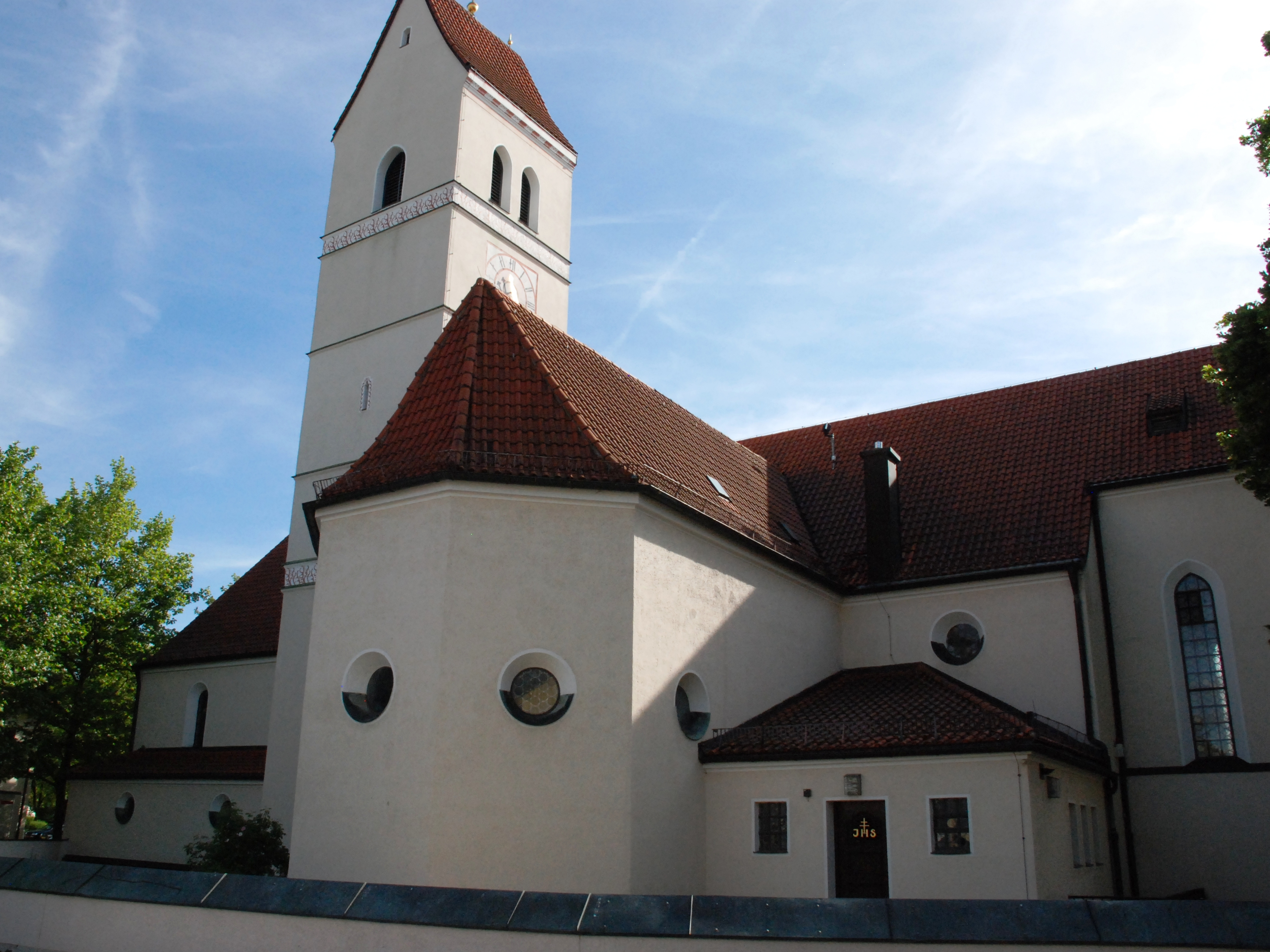
Feldkirchen bei München
(Biserica Sf.Jakob)